# Neotheronia septemtrionalis
Neotheronia septemtrionalis là một loài tò vò trong họ Ichneumonidae.